# Unité urbaine de Vrigne aux Bois
L'unité urbaine de Vrigne aux Bois est une unité urbaine française centrée sur la commune de Vrigne aux Bois, au cœur de la sixième agglomération urbaine du département des Ardennes, située dans la région Grand Est.

## Données générales
En 2010, selon l'Insee, l'unité urbaine était composée de deux communes. Le 1er janvier 2017, Vrigne-aux-Bois fusionne avec Bosseval-et-Briancourt et devient Vrigne aux Bois.
En 2020, à la suite d'un nouveau zonage, elle est composée des deux mêmes communes, augmentées de celle de Bosseval-et-Briancourt.
En 2022, avec 6 335 habitants, elle représente la 6e unité urbaine du département des Ardennes.

## Composition de l'unité urbaine en 2020
Elle est composée des deux communes suivantes :
| Nom                            | Code Insee | Département | Statut       | Superficie (km2) | Population (dernière pop. légale) | Densité (hab./km2) | Modifier                                    |
| ------------------------------ | ---------- | ----------- | ------------ | ---------------- | --------------------------------- | ------------------ | ------------------------------------------- |
| Vrigne aux Bois (ville-centre) | 08491      | Ardennes    | ville-centre | 22,57            | 3 524 (2022)                      | 156                | modifier les données · modifier les données |
| Vivier-au-Court                | 08488      | Ardennes    | banlieue     | 9,34             | 2 811 (2022)                      | 301                | modifier les données · modifier les données |

## Évolution démographique
| 1968  | 1975  | 1982  | 1990  | 1999  | 2008  | 2013  | 2019  |
| ----- | ----- | ----- | ----- | ----- | ----- | ----- | ----- |
| 7 199 | 7 262 | 7 700 | 7 609 | 7 369 | 7 312 | 6 799 | 6 490 |

#### Données générales
- Unité urbaine
- Aire d'attraction d'une ville
- Aire urbaine (France)
- Liste des unités urbaines de France

#### Données démographiques en rapport avec l'unité urbaine de Vrigne aux Bois
- Aire d'attraction de Charleville-Mézières
- Arrondissement de Charleville-Mézières
- Arrondissement de Sedan

#### Données démographiques en rapport avec les Ardennes
- Démographie du département des Ardennes
- Liste des unités urbaines du département des Ardennes